# Быстринские источники
Быстринские источники (также источник 47-й км) — минеральные источники на полуострове Камчатка.
Находятся на левом берегу реки Быстрой на территории Быстринского района Камчатского края. Вокруг источника сформировался сезонный курортный посёлок Горный Ключ (8 км к юго-востоку от посёлка Анавгай).
Источники расположены на аллювиальной террасе небольшой заболоченной низины. Выходы терм представляют собой две обособленные группы грифонов с дебитом 2,8 л/с и около 1 л/с. Температура — 43-48 °C. Состав воды сульфатно-натриевый с минерализацией до 3 г/л, содержанием кремниевой кислоты около 30 г/л и небольшим количеством мышьяка.
В 1950 году в дополнение к естественному выходу была пробурена скважина с дебитом 2,5 л/с. Химический состав воды скважины идентичен водам из естественного выхода.
В посёлке при источниках функционирует бальнеологический комплекс и детский оздоровительный лагерь «Горный Ключ». На источниках обустроены купальни, в которых происходит постоянный естественный обмен воды.